# Nguyen Hue
Nguyen Hue, in lingua vietnamita Nguyễn Huệ, nome originale dell'imperatore Quang Trung (Provincia di Binh Dinh, 1753 – Phú Xuân, 16 settembre 1792), è stato un generale e imperatore vietnamita, secondo sovrano della dinastia Tây Sơn.
Con i suoi fratelli Nguyễn Nhạc e Nguyễn Lữ, noti come fratelli Tây Sơn, guidò la ribellione Tây Sơn con l'appoggio di contadini e di minoranze etniche delle zone montane. Si impadronirono dell'intero Vietnam unificandolo dopo secoli di guerre civili, rovesciando la dinastia Lê imperiale e le potenti casate feudali dei Nguyễn nel sud e dei Trịnh nel nord.
Fu uno dei più grandi generali nella storia del Vietnam e con i fratelli sconfisse le forze Nguyễn nel sud; nel 1778 il fratello maggiore Nguyễn Nhạc si fece incoronare imperatore con il nome Thái Đức, dando inizio alla dinastia Tây Sơn. Nel gennaio 1785, Nguyễn Huệ guidò le truppe Tây Sơn a fronteggiare a sud l'invasione della flotta del Siam, il cui re Rama I tentava di reinstaurare sul trono i Nguyễn. Fu una delle più grandi vittorie dei Tây Sơn, che nella battaglia di Rach Gam (Tien Giang) annientarono la flotta nemica e respinsero l'attacco siamese.
In seguito Nguyễn Huệ combatté nel nord e pose fine al dominio dei Trịnh e della dinastia Lê dopo la conquista di Thang Long, l'odierna Hanoi, costringendo alla fuga l'ultimo imperatore Lê Chiêu Thống. Quest'ultimo chiese e ottenne aiuto dall'imperatore cinese, le cui truppe arrivarono nel nord del Vietnam nel novembre 1788. Il 22 dicembre, Nguyễn Huệ si fece incoronare imperatore a Huế con il nome Quang Trung, prendendo il posto del fratello Nguyễn Nhạc. Subito dopo tornò a nord alla guida del suo esercito, radunò nel tragitto altri volontari e alla fine di gennaio sbaragliò le forze cinesi della dinastia Qing nella battaglia di Dong Da, nei pressi di Hanoi.
In seguito si riappacificò con l'imperatore cinese Qianlong, ne riconobbe la superiorità e gli inviò tributi, evitando in tal modo una nuova invasione cinese. Quang Trung morì di malattia imprecisata il 16 settembre 1792 e gli succedette il figlio Nguyễn Quang Toản, l'imperatore Cảnh Thịnh, che continuò la lotta del padre contro i lealisti dei Nguyễn; la dinastia crollò nel 1802 per gli attacchi delle forze di Nguyễn Phúc Ánh, che con il nome Gia Long fu il primo imperatore della dinastia Nguyễn.